# MyAnna Buring
MyAnna Buring (ur. jako Anna Margaretha My Rantapää 22 września 1979 w Sundsvall) – brytyjska aktorka szwedzkiego pochodzenia, znana m.in. z roli Tissai de Vries w serialu Wiedźmin. 

## Filmografia
| Rok       | Tytuł                                            | Rola                                    | Uwagi              |
| --------- | ------------------------------------------------ | --------------------------------------- | ------------------ |
| 2004      | Murder Prevention                                | Michelle Wynne                          | 1 odc.             |
| 2004      | Casualty                                         | Kirsty Morrison                         | 1 odc.             |
| 2005      | Zejście                                          | Sam                                     |                    |
| 2006      | Doktor Who                                       | Scooti Manista                          | 1 odc.             |
| 2006      | Omen                                             | reporterka                              |                    |
| 2007      | Grindhouse                                       |                                         | Segment „Don't”    |
| 2007      | English Language (with English Subtitles)        | Esther                                  |                    |
| 2007      | The Bill                                         | Kim Heyes                               | 1 odc.             |
| 2008      | Doomsday                                         | Cally                                   |                    |
| 2008      | Midsomer Murders                                 | Mandy                                   | 1 odc.             |
| 2008      | Freakdog                                         | Shelby                                  |                    |
| 2008      | Kredo                                            | Alice                                   |                    |
| 2009      | The Road to Vengeance                            |                                         |                    |
| 2009      | Lesbian Vampire Killers, czyli noc krwawej żądzy | Lotte                                   |                    |
| 2009      | City Rats                                        | Sammy                                   |                    |
| 2009      | Zejście 2                                        | Sam                                     |                    |
| 2010      | Comedy Lab                                       | Inga                                    | 1 odc.             |
| 2010      | Konwent czarownic                                | Jozefa                                  | film TV            |
| 2010      | Devil's Playground                               | Angela                                  |                    |
| 2010      | Half Hearted                                     | Lauren                                  |                    |
| 2010      | Inspector George Gently                          | Adriana Doyle                           | 1 odc.             |
| 2010      | Any Human Heart                                  | Ingeborg                                | 1 odc.             |
| 2011      | Au Revoir Monkeys                                | Anna                                    |                    |
| 2011      | Wybuch                                           | Claire                                  | film TV            |
| 2011      | Way of the Morris                                | Will-O'-Wisps (głos)                    |                    |
| 2011      | Kill List                                        | Shel                                    |                    |
| 2011      | Saga „Zmierzch”: Przed świtem – część 1          | Tanya                                   |                    |
| 2012      | White Heat                                       | Lilly                                   | 6 odc.             |
| 2012      | Saga „Zmierzch”: Przed świtem – część 2          | Tanya                                   |                    |
| 2012      | Blackout                                         | Sylvie                                  | miniserial         |
| 2012–2013 | Downton Abbey                                    | Edna Braithwaite                        | 5 odc.             |
| 2012      | The Poison Tree                                  | Karen Clarke                            | miniserial         |
| 2012–2016 | Ripper Street                                    | Susan „Long Susan” Hart / Caitlin Swift | 34 odc.            |
| 2013      | Agatha Christie: Panna Marple                    | Lucky Dyson                             | 1 odc.             |
| 2013      | Przekraczając granice                            | Anika                                   | 2 odc.             |
| 2014      | The Great War: The People’s Story                | Dorothy Lawrence                        | 1 odc.             |
| 2014      | Hyena                                            | Lisa                                    |                    |
| 2015      | Prey                                             | Jules Hope                              | 3 odc.             |
| 2015      | Dag                                              | Anne                                    | 8 odc.             |
| 2015      | Wygnani do raju                                  | Elizabeth Quinn                         | 7 odc.             |
| 2015      | Hot Property                                     | Melody Munro                            |                    |
| 2016      | The Comedian's Guide to Survival                 | Nell                                    |                    |
| 2017      | Czas śmierci                                     | Helen Weeks                             | miniserial         |
| 2018      | One Night                                        | Elizabeth                               | 10 odc.            |
| 2019      | Brudna gra                                       | Jasmine                                 |                    |
| 2019      | Anonimowi mordercy                               | Joanna                                  |                    |
| od 2019   | Wiedźmin                                         | Tissaia                                 | serial, gł. obsada |
| 2020      | Truciciele z Salisbury                           | Dawn Sturgess                           | miniserial, 4 odc. |
| 2020      | Se upp för Jönssonligan                          | Regina Wall                             |                    |
| 2022      | The Responder                                    | Kate Carson                             | 5 odc.             |
| 2022      | Primal                                           | Rikka (głos)                            | 1 odc.             |
| 2022      | Exit                                             | Wealth Manager Size Montopaerto         | 3 odc.             |